# Picris conyzoides
Picris conyzoides là một loài thực vật có hoa trong họ Cúc. Loài này được Lack & S.Holzapfel miêu tả khoa học đầu tiên năm 1993.